# Frank Heinrich
Frank Heinrich (n. 25 ianuarie 1964, Siegen, RFG) este teolog, asistent social și politician german, membru al Uniunii Creștin Democrate germane (CDU).

## Biografie
Frank Heinrich s-a născut în orașul Siegen. Pe când avea doar 3 ani, familia Heinrich se mută în sudul Germaniei, unde părinții săi încep să lucreze într-un azil de bătrâni pe care ajung, mai târziu, să îl conducă. După efectuarea serviciului civil, merge pentru un an în Canada, în calitate de student la teologie. Se dedica apoi studiilor în asistență socială și ajunge, ulterior, membru al Armatei Salvării, în orașul Freiburg im Breisgau. Până în anul 1995, conduce, în calitate de asistent social, serviciul de misiune socială (die Insel și die Spinnwebe), la Freiburg. În anul 1997 Heinrich a fost ridicat la rang de ofițer al Armatei Salvării. Din anul 1997 și până în momentul depunerii candidaturii sale pentru Bundestag, Frank Heinrich conduce, împreună cu soția lui, corpul Armatei Salvării din orașul Chemnitz.
Frank Heinrich este căsătorit din anul 1987 și este tată a 4 copii.

## Cariera politică
Din anul 2007, Frank Heinrich este membru al Uniunii Creștin Democrate din Germania (CDU). La alegerile pentru Bundestag din 2009, 2013 și 2017 obține, consecutiv, mandatul parlamentar pentru circumscripția Chemnitz. Începând cu anul 2009, Frank Heinrich este președinte al CDU Chemnitz. În cadrul Bundestag-ului german, Heinrich este membru al facțiunii parlamentare CDU/CSU (CDU/CSU-Bundestagsfraktion), președinte al grupului parlamentar CDU/CSU din cadrul Comisiei pentru drepturile omului și ajutor umanitar (Ausschuss für Menschenrechte und humanitäre Hilfe) precum și membru în Comisia pentru muncă și aspecte sociale (Ausschuss für Arbeit und Soziales).
Temele centrale ale activității politice a lui Frank Heinrich sunt: circumscripția sa, Chemnitz, în aspectele conectate competențelor sale din mediul politic (parteneriate economice cu țări africane, infrastructură, social/familie, drepturile copiilor, cercetare și științe, recomandări la nivel federal, etc.), Africa, prevenirea și combaterea traficului de persoane, libertatea religioasă și cooperare și dezvoltare. A fost unul dintre puținii politicieni ai Uniunii Creștin Democrate germane care, în octombrie 2010, a votat împotriva prelungirii duratei de funcționare a centralelor nucleare din Germania (Laufzeitverlängerung deutscher Kernkraftwerke). Începând cu vara anului 2012 Heinrich susține, alături de doisprezece alți parlamentari CDU, egalizarea taxelor în cadrul Legii parteneriatului civil (Lebenspartnerschaftsgesetz). În vederea construirii parteneriatelor economice între Chemnitz și tările africane, Heinrich a inițiat, în iunie 2014, rețeaua „Mediul business întâlnește Africa” (Business trifft Afrika), împreună cu Camera de industrie și comerț a orașului Chemnitz (Industrie- und Handelskammer Chemnitz), rețea care se reunește anual și care și-a câștigat, deja, prestigiul.

## Publicații
- Frank Heinrich / Uwe Heimowski: Frank und Frei. Warum ich für die Freiheit kämpfe. SCM Hänssler, Holzgerlingen 2017, ISBN 978-3-7751-5760-5.
- Frank Heinrich / Uwe Heimowski: Der verdrängte Skandal. Menschenhandel in Deutschland. Brendow Verlag, Moers 2016, ISBN 978-3-86506-894-1.
- Frank Heinrich / Uwe Heimwoski: Ich lebe! Ein Plädoyer für die Würde des Menschen. Neukirchener Verlagsgesellschaft, Neukirchen-Vluyn 2016, ISBN 978-3-7615-6301-4.
- Frank Heinrich (mit Uwe Heimowski): Mission: Verantwortung. Von der Heilsarmee in den Bundestag. Neufeld Verlag, Schwarzenfeld 2013, ISBN 978-3-86256-039-4.
- Frank Heinrich: Lieben was das Zeug hält: Wie Gott unser Härz verändert. Neufeld Verlag, Schwarzenfeld 2009, ISBN 978-3-937896-83-0.

## Weblinks
- Commons: Frank Heinrich - Colecție de fotografii, materiale video și audio
- Literatură de și despre Frank Heinrich în Catalogul Bibliotecii Naționale Germane
- Biografie, pagina web a Bundestag-ului
- Pagina web a lui Frank Heinrich
- Frank Heinrich, în abgeordnetenwatch.de